# Hospital Naval Buenos Aires
El Hospital Naval Buenos Aires "Cirujano Mayor Doctor Pedro Mallo" (HNPM), fundado en 1946, es un hospital militar de la Armada Argentina con sede en Caballito (Ciudad Autónoma de Buenos Aires), junto al Parque Centenario. Se halla en la órbita de la Dirección General de Salud de la Armada.

## Historia
En el año 1900, la Armada Argentina tuvo su primer hospital, parte de la Base Naval Puerto Belgrano. En 1918, seguiría uno en Río Santiago, cerca de la ciudad de La Plata, y en 1947 el de Ushuaia.
El 31 de octubre de 1946, en los comienzos de la presidencia de Juan Domingo Perón, el Estado Nacional cedió a la Armada uno de los pabellones del Hospital Durand de Buenos Aires, cercano al Parque Centenario. El 19 de abril del año siguiente, el establecimiento fue inaugurado y ese 27 de octubre comenzó la internación de los pacientes.
Se trataba de un edificio cedido temporalmente, mientras la Armada comenzaba la construcción del Hospital Naval Central en un terreno del Puerto Nuevo, en Retiro. Por decreto del Poder Ejecutivo con fecha 31 de octubre de 1946 se autorizó al entonces Ministerio de Marina la su instalación destinado en un principio para perfeccionamiento médico-quirúrgico. 
Sin embargo, el proyecto fue paralizado, y finalmente esta estructura terminaría siendo utilizada para transformarse en el Edificio Libertad, sede del Comando Mayor de la Armada, inaugurado en 1970. Así, ese mismo año la Municipalidad de Buenos Aires cedió a la fuerza un nuevo terreno para la construcción del Hospital Naval. La Armada llamó a un concurso de proyectos, del cual resultó ganador el presentado por los arquitectos Clorindo Testa, Héctor Lacarra y Juan Genoud. La construcción estuvo a cargo de la compañía Kocourek S.A. y se extendió durante los siguientes años. La primera etapa del Hospital Naval Central definitivo quedó inaugurada el 22 de mayo de 1981 y las obras se terminaron recién al año siguiente. En ese momento, se impuso el nombre del Cirujano Mayor Dr. Pedro Mallo al establecimiento, en donde comenzó a funcionar el Sistema de Residencias Médicas. El 7 de octubre de 1996, el presidente Carlos Menem entregó al Hospital Naval el Premio Nacional a la Calidad.

## Arquitectura

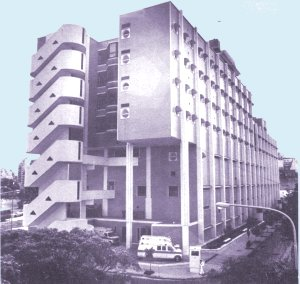
Vista lateral, con la escalera de emergencias en caracol, 1984

El actual edificio del Hospital Naval, proyectado en 1970 por los arquitectos Testa, Lacarra y Genoud, es una construcción de estilo postmoderno, que encuadra dentro de la corriente brutalista, aunque forma parte de la impronta personal de Clorindo Testa. Ocupa una manzana completa de formato trapezoidal, sobre la Avenida Patricias Argentinas, entre las calles Machado y Franklin.
Sin duda, el elemento formal que destaca al hospital es su contorno, que recuerda a un barco de guerra. Las ventanas del edificio son redondas, recordando a los ojos de bueyes de las naves, y el tanque de agua que abastece al establecimiento se encuentra en la azotea, recordando a una torre de control de un navío. Sobre ambos laterales, escaleras de emergencia en caracol sobre robustas estructuras de hormigón armado visto con aberturas triangulares, elementos que aparece de forma casi obsesiva en las obras del arquitecto Testa, desde la Biblioteca Nacional hasta el Banco de Londres de Buenos Aires.

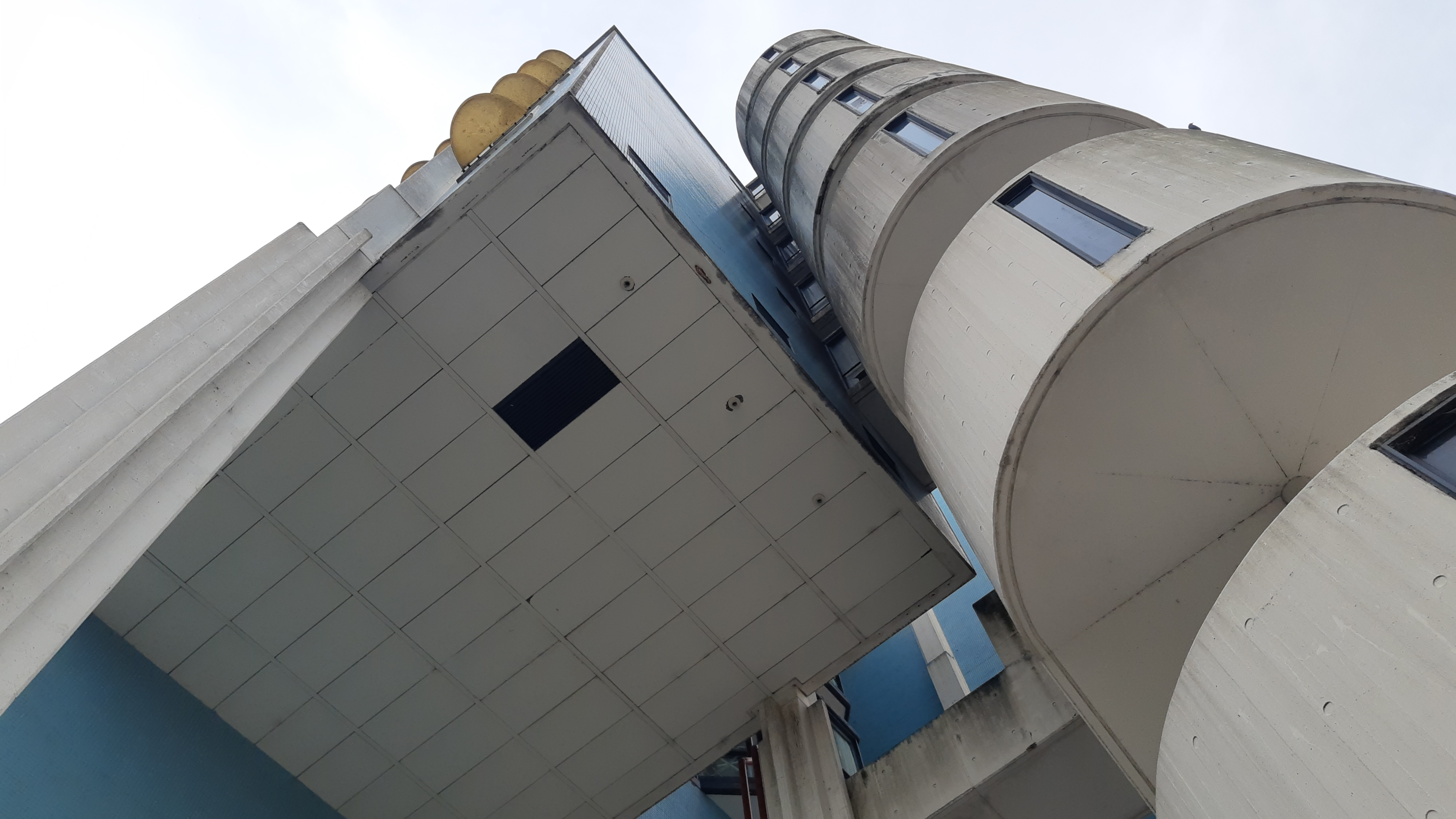
Detalle arquitectónico en la entrada de Patricias Argentinas.

En la planta baja, a nivel de la calle, se encuentra una playa de estacionamiento, y todos los accesos al edificio: de emergencias, público ambulatorio, médicos, auxiliares, técnicos y abastecimiento. En los dos subsuelos se encuentran: servicios generales, consultorios externos y salas de radioterapia, y en el primer piso están los laboratorios y en el segundo quirófanos y terapia intensiva. Por último, los siguientes cuatro pisos están destinados a internación.
Los objetos principales del proyecto fueron lograr una gran plasticidad de uso de las diversas plantas, en caso de que fuera necesario el cambio de función de los distintos sectores, por ejemplo se instalaron en el mismo nivel los Quirófanos y las Salas de Parto, dando la posibilidad de utilizar ambos para un mismo uso de ser necesario, y también la posibilidad de utilizar las mismas camas para diversos servicios, siguiendo el concepto de masificación; además, la facilidad de acceso para pacientes ambulatorios, ubicando los servicios más concurridos en los niveles más cercanos a la planta baja; y la independencia de las circulaciones verticales, separando la del público general de la de los pacientes